# Dick Hoogendoorn

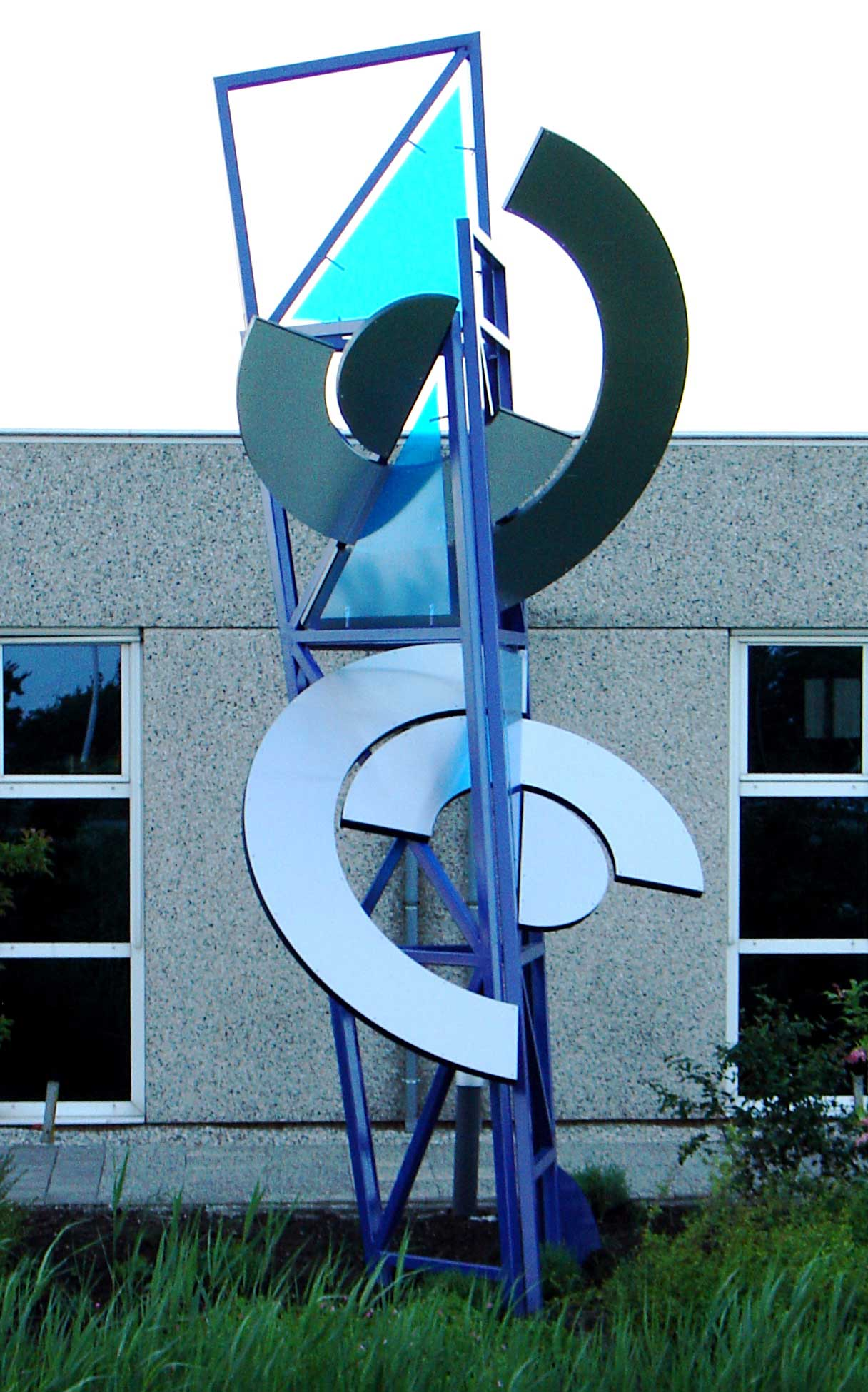
Object van Dick Hoogendoorn bij het gebouw van Promen te Gouda (2006)

Dirk Theunis Anton (Dick) Hoogendoorn (Gouda, 21 maart 1941) is een Nederlands grafisch ontwerper.
Hoogendoorn volgde een opleiding aan de Koninklijke Academie van Beeldende Kunsten in Den Haag. Naast grafisch vormgever was hij als docent verbonden aan de Hogeschool voor de Kunsten Utrecht. In Zweden gaf hij les aan de Konstfack in Stockholm en in Denemarken aan de Designskolen Kolding, een instituut waarbij hij anno 2008 nog steeds betrokken is.
Als beeldend kunstenaar ontwierp hij het object bij het gebouw van de sociale werkvoorziening Promen in Gouda. Het kunstwerk toont een beweging van buiten naar binnen en van daaruit weer naar buiten. Het staat symbool voor de arbeidsre-integratie van Promen.